# Valdemaren
Valdemaren, även kallad Vammeln (med accent 1), är en sjö i Flens kommun och Katrineholms kommun i Södermanland och ingår i Nyköpingsåns huvudavrinningsområde. Sjön har en area på 5,33 kvadratkilometer och ligger 24,8 meter över havet. Sjön avvattnas av vattendraget Hedenlundaån. Vid norra sidan av sjöns södra del ligger en fornborg som heter Stenhammar skans. Ett rastställe som heter Stenhammars skans ligger vid riksväg 55/57. Delar av sjön ingår i Stenhammars naturreservat som bildades 2008.

## Namn
Valdemaren har fått sitt moderna namn ur det äldre Vammeln, genom en felaktig härledning till namnet Valdemar. Namnet finns belagt år 1329 som Vamolsø och kan möjligen härledas till det fornsvenska adjektivet vamul (”vämjelig, stygg”), jämför danska vammel (”kvalmig”), och sedan har ordaccenten skiftat från accent 2 till accent 1. Den oegentliga härledningen till namnet Valdemar kan jämföras med Valdemarsvik, som fått sitt namn efter viken Vammarn, och Valdemarsön (ett äldre namn på Djurgården), som tidigare än så hette Valmundsö.
Den som först förde fram tanken var Johannes Sundler som i sin avhandling Nyköping, Södermanlands Hufvudstad från 1743 menade att Vammeln skulle ha fått sitt namn efter en sjörövare vid namn Valdemar som skall ha uppfört en borg i sjön (fornborgen på Valdemarsön). Berättelser om en viking som byggt borgen på Valdemarsön tas även upp av Andreas Olavi Rhyzelius' Sviogothia Munita 1744 även om han inte nämner honom vid namn eller att han skall ha namngett sjön. Den uppgiften förekommer dock i Olof von Dalins Svea Rikes Historia från 1762, varifrån den fått vid spridning. Namnet Valdemaren verkar därefter fått fäste i lärda kretsar och blivit vanligt på kartor, även om sjön lokalt fortsatt att kallas Vammeln. Antikvitetsrannsakningarna och andra direkta källor saknar uppgifter om dessa sägner, vilket tyder på att det snarare handlat om lärda spekulationer än lokala sägner som inspirerat namnändringen. Harald Indebetou förde 1874 fram nya teorier om att det i stället var Valdemar Birgersson som skulle ha namngett sjön genom att varit bosatt på Vammelsön.

## Delavrinningsområde
Valdemaren ingår i det delavrinningsområde (654921-153894) som SMHI kallar för Utloppet av Valdemaren. Medelhöjden är 42 meter över havet och ytan är 49,84 kvadratkilometer. Räknas de 22 avrinningsområdena uppströms in blir den ackumulerade arean 226,22 kvadratkilometer. Hedenlundaån som avvattnar avrinningsområdet har biflödesordning 3, vilket innebär att vattnet flödar genom totalt 3 vattendrag innan det når havet efter 61 kilometer. Avrinningsområdet består mestadels av skog (54 procent), öppen mark (13 procent) och jordbruk (18 procent). Avrinningsområdet har 5,61 kvadratkilometer vattenytor vilket ger det en sjöprocent på 11,2 procent. Bebyggelsen i området täcker en yta av 0,31 kvadratkilometer eller 1 procent av avrinningsområdet.